# Ruta 3 (Urugvaj)
Ruta 3 je državna cesta u Urugvaju. Prema zakonskoj odredbi iz 1975. posvećena je Generalu Joséu Artigasu, nacionalnom junaku i borcu za neovisnost Urugvaja.
Jedna je od najvažnijih državnih cesta u Urugvaju, uz Rutu 5, koja povezuje krajnji jug i krajnji sjever Urugvaja. 
Osim što je jedna od najvažnijih, među najdužima je u Urugvaju s dužinom od 592 kilometra (368 milja).
Nulti kilometar ceste nalazi se na Trgu Cagancha u četvrti (barrio) Centro u Montevideu.